# Estádio Lokomotiv (Saratov)
O Estádio Lokomotiv é um estádio de futebol localizado na cidade de Saratov na Rússia onde o PFK Sokol Saratov, clube que disputa a Primeira Divisão Russa, manda seus jogos.